# Podolany (Kalwaria Zebrzydowska)
Podolany ist eine Ortschaft mit einem Schulzenamt der Gemeinde Kalwaria Zebrzydowska im Powiat Wadowicki der Woiwodschaft Kleinpolen in Polen.

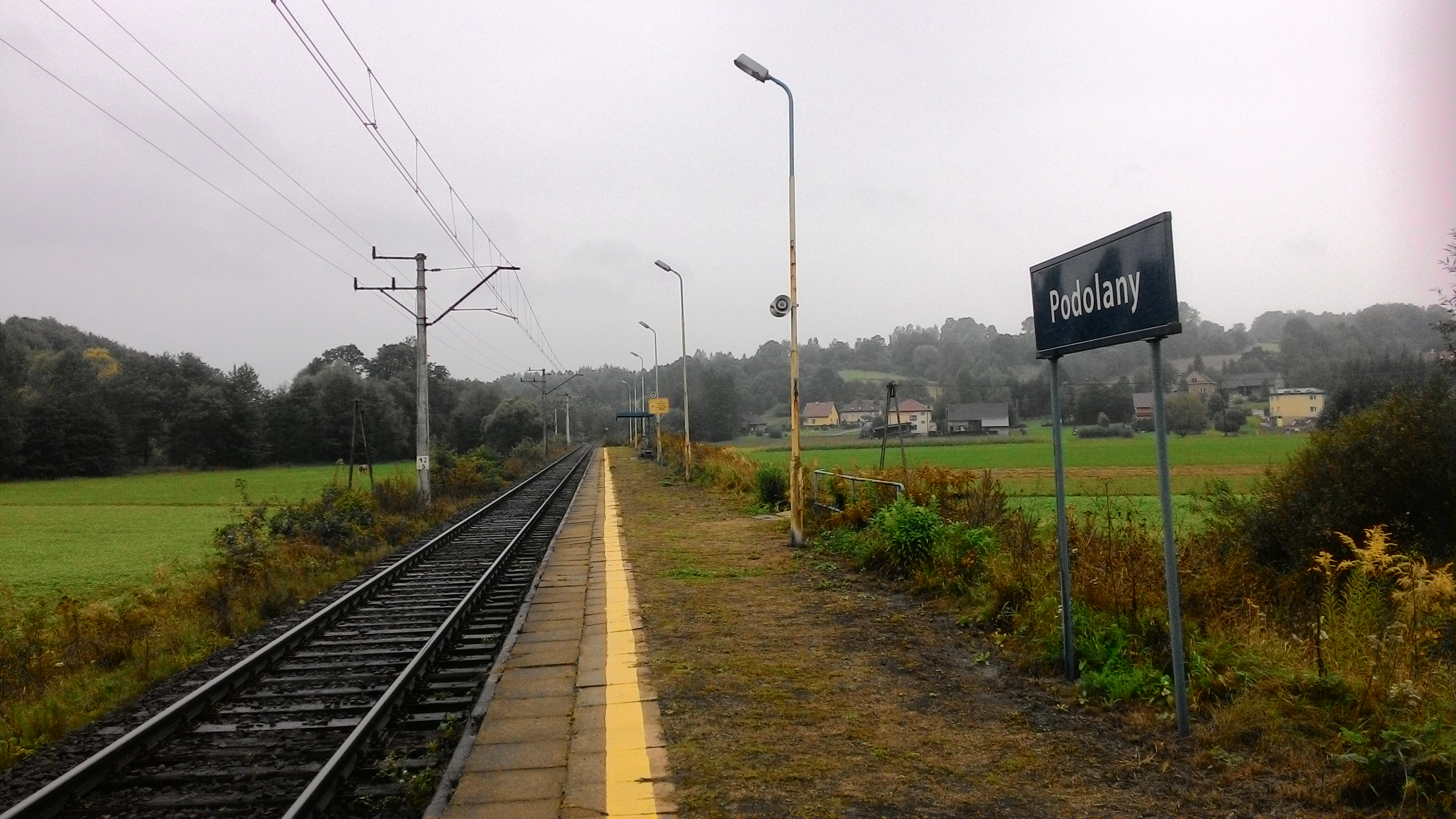
Zughaltestelle

## Geographie
Der Ort liegt am linken, nördlichen Ufer des Flusses Skawinka (hier auch Cedron genannt).
Die Nachbarorte sind Grabie im Nordwesten, Polanka Hallera im Norden, Wola Radziszowska im Osten, Zarzyce Małe im Süden sowie Leńcze im Westen.

## Geschichte
Bis zum späteren 18. Jahrhundert gehörte der Ort zum Dorf Leńcze, einem Teil der östlichsten Exklave von Schlesien, die ab 1315 zum Herzogtum Auschwitz gehörte, ab 1327 unter Lehnsherrschaft des Königreichs Böhmen. Seit 1445 gehörte er zum Herzogtum Zator, dieses wurde im Jahr 1494 an Polen verkauft. Etwa ab der Mitte des 15. Jahrhunderts begann sich die Siedlung an den niederen Laufe des Flusses Skawinka zu unterscheiden, später Leńcze Dolne („Nieder-Leńcze“) genannt. Der Name Podolany erschien erst im Jahr 1680, aber wurde bis zum frühen 20. Jahrhundert zusammen mit dem Namen Leńcze Dolne oft genutzt.
Bei der Ersten Teilung Polens kam Podolany 1772 zum neuen Königreich Galizien und Lodomerien des habsburgischen Kaiserreichs (ab 1804). Ab 1782 gehörte es dem Myslenicer Kreis (1819 mit dem Sitz in Wadowice). Nach der Aufhebung der Patrimonialherrschaften bildete es nach 1850 eine Gemeinde im Bezirk Wadowice.
Ab 1904 gehörte das Dorf zur Familie Haller aus dem benachbarten Dorf Polanka Hallera.
1918, nach dem Ende des Ersten Weltkriegs und dem Zusammenbruch der k.u.k. Monarchie, kam Podolany zu Polen. Unterbrochen wurde dies nur durch die Besetzung Polens durch die Wehrmacht im Zweiten Weltkrieg. Es gehörte dann zum Distrikt Krakau im Generalgouvernement.
Von 1975 bis 1998 gehörte Podolany zur Woiwodschaft Bielsko-Biała.